# Zimmerstutzen

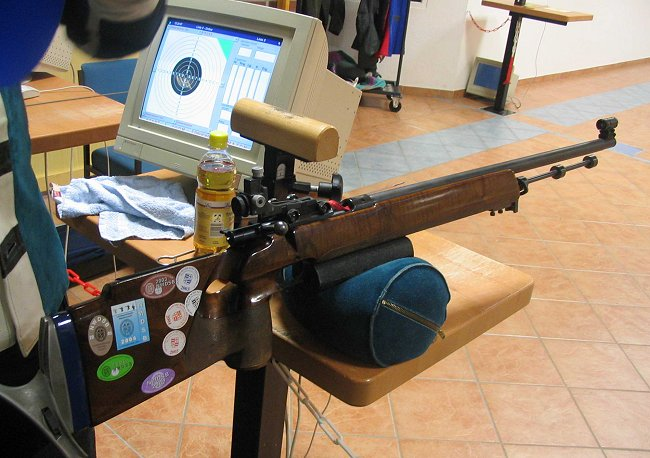
Zimmerstutzen-Gewehr

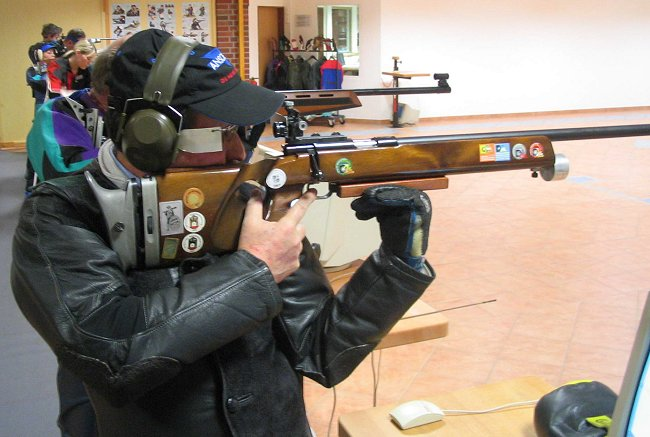
Schütze beim Schießen mit dem Zimmerstutzen

Der Zimmerstutzen ist eine Traditionswaffe, mit der bereits im letzten Viertel des 19. Jahrhunderts zur Unterhaltung und auch schon sportlich geschossen wurde. Mit dem Zimmerstutzen werden noch heute Wettkämpfe ausgetragen bis hinauf zur Deutschen Meisterschaft.
Der Zimmerstutzen ist zum Schießen auch in geschlossenen Räumen als preiswertere Alternative zum großkalibrigen Sportgewehr, einem so genannten Feuerstutzen, bestimmt. Anfang des 20. Jahrhunderts verfügten manche Schützenvereine für ihre Mitglieder über eine Anlage für das Schießen mit dem Zimmerstutzen. Gab es eine solche Schießanlage nicht, schoss man in einer Gaststätte im Nebenzimmer oder auf der Kegelbahn. Noch heute gibt es Schützenvereine, die sich Zimmerschützengesellschaft o. ä. nennen, auch wenn sie inzwischen eine moderne Schießanlage haben. Das sportliche Schießen mit dem Luftgewehr kam erst in den 1950er Jahren auf, davor wurden Luftgewehre als Kinderspielzeug betrachtet.

## Technik
Technisch gesehen ist ein Zimmerstutzen eine Büchse (Gewehr) mit gezogenem Lauf, der jedoch, bedingt durch die Art der Munition (siehe unten) nur zwischen 15 cm und 30 cm lang ist. Dieser Lauf ist (um eine ausreichende Visierlinie zu erreichen) in ein Trägerrohr eingebracht, auf dem auch die vordere Visiereinrichtung befestigt ist. Der Lauf ist wegen des geringen Antriebs des Geschosses nicht länger, als zu dessen Drallstabilisierung notwendig, damit die abgefeuerte Kugel nicht durch die Reibung im Lauf mehr als nötig abgebremst wird.
Bei frühen Zimmerstutzen befindet sich der kurze Lauf meist im vorderen Teil des Trägerrohrs und wird mittels einer ausschwenkbaren Klappe, dem so genannten „Ladelöffel“, geladen. Grund hierfür ist einerseits, dass oft Feuerstutzen mit „ausgeschossenen“ (abgenutzten) Läufen durch Ausbohren und Einlöten des kleinkalibrigen Läufchens zu Zimmerstutzen umgebaut wurden, andererseits sollte die Waffe natürlich wie ein „richtiges“ Gewehr aussehen und sich auch so anfühlen. Die Entfernung zwischen der hinten liegenden Abzugsmechanik und dem am vorderen Ende der Waffe angebrachten Lauf wurde mitunter durch einen ca. 50 cm langen Schlagbolzen überbrückt, der sich im ursprünglichen Lauf der Waffe (der nunmehr als Trägerrohr diente) oder auch seitlich außerhalb befand. Spätere Zimmerstutzen sind technisch meist weitgehend mit einem Kleinkalibergewehr identisch; der kurze Lauf befindet sich am hinteren Ende des ansonsten leeren Trägerrohrs. In Serie gefertigt wurden Zimmerstutzen zuletzt nur noch bei der Firma Anschütz in Ulm; auch dieser Hersteller hat die Produktion dieser Waffen mittlerweile eingestellt.

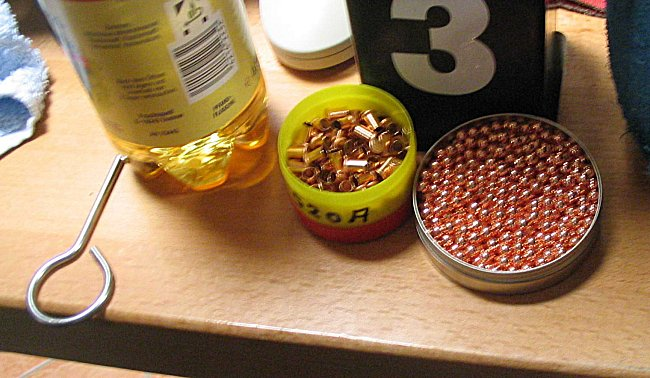
Munition und Öl

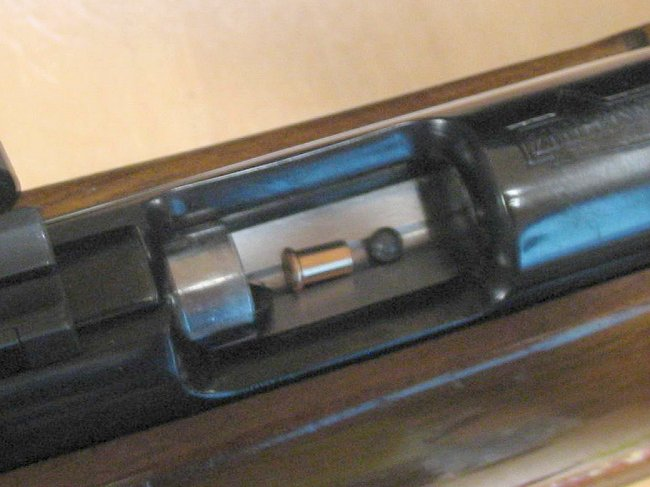
Reihenfolge der Munitionseinführung

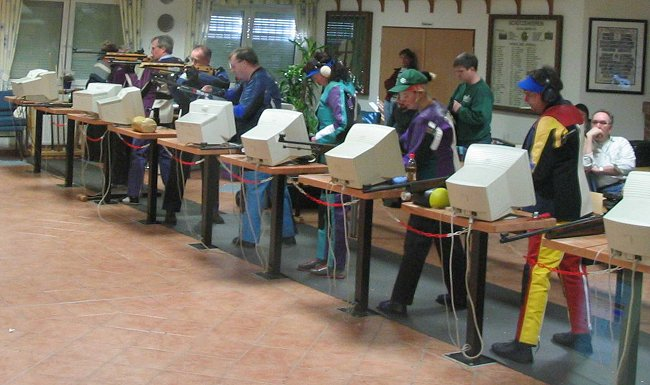
Schießen mit dem Zimmerstutzen

Die Munition besteht normalerweise aus einer losen Blei-Rundkugel mit einem Kaliber von 4,3 mm bis 4,65 mm, wobei das genaue Kaliber durch eine zusätzliche „Nummer“ angegeben wird, die auf dem Lauf (oder vielmehr dem Trägerrohr) eingeschlagen ist. 4,3 mm misst die Kugel „Nummer 7“; die Kugel „Nummer 12“ hat einen Durchmesser von 4,55 mm (der Grund für die Kalibervielfalt dürfte sein, dass die benötigten Bleikugeln in einem Kugelturm gefertigt wurden und dabei in verschiedenen Größen anfielen). Die Läufe wurden also nach Kugelangebot gefertigt, die maximale Größe z. B. in Bayern aber schon im Jahr 1878 auf die Nr. 14, 4,65 mm limitiert. Ferner gehört zum Schießen eine winzige Hülse mit Randfeuerzündung, jedoch ohne Pulverladung, die hinter der Kugel in den Lauf eingelegt wird (es gibt auch Hülsen mit eingepresster Kugel und Schützen, die die Kugeln zuhause in die Hülsen drücken).
Beim Schuss wird die Kugel mangels Pulverladung allein von der explodierenden Zündmasse durch den Lauf getrieben. Hierdurch bedingt ist die Schusspräzision eines Zimmerstutzens erheblich schlechter als bei einem modernen Match-Luftgewehr, weil sich bei der winzigen Menge des Treibmittels Abweichungen umso stärker auswirken. Mancher Schütze bedient sich daher (mitunter geheimnisvoller) Mittelchen zum Einsalben der Kugeln, um die Schusspräzision zu verbessern; das Einölen der Kugeln vor dem Verschießen ist allgemein üblich. Interessant ist schließlich, dass in den letzten 20 Jahren die Hersteller von Match-, Luft- und Kleinkalibergewehren die Idee des kurzen Laufes wieder aufgegriffen haben, wenn auch mit anderer Begründung: Je kürzer die Zeit sei, in der sich das Geschoss im Lauf befindet, desto weniger Zeit habe der Schütze, den Schuss zu verwackeln.

## Sportliches Schießen
Im DSB wird der Zimmerstutzen unter der Disziplinnummer 1.30 geführt. Es wird im freistehenden Anschlag geschossen. Daneben gibt es für die Seniorenklassen noch die Disziplin Zimmerstutzen Auflage unter Disziplinnummer 1.31. Hierin werden jedoch keine Meisterschaften auf Bundesebene mehr durchgeführt. Vor der eigentlichen Wettkampfzeit haben die Sportler 15 Minuten Zeit für unbegrenzt viele Probeschüsse darauf folgen 30 Wertungsschüsse in 40 Minuten. Der Zimmerstutzen wird als einzige Disziplin auf eine Entfernung von 15 m geschossen. Die Disziplin wird von den meisten Athleten als klassische „Nebendisziplin“ betrieben, verlangt jedoch einiges an technischem Können des klassischen Gewehrschießens, aber auch ein Hohes Maß an Geduld, Materialkunde und Kreativität in der praktischen Vorbereitung der Wettkampfmunition. Mitunter gelten Zimmerstutzenschützen auch als verwegene eingeschworene Truppe.
Die Mehrheit der Sportler verwenden einen Zimmerstutzen der Firma Anschütz aus Ulm. Dieser war in den 1990er Jahren der letzte Hersteller von Zimmerstutzengewehren und ist bis heute kompatibel mit modernen Matchschäften und Visierungen. Mittlerweile problematisch ist die Versorgung mit Zündhülsen und Kugeln. Bis in die 2000er Jahre waren für Wettkämpfe Randzünder der Firma Hirtenberger obligatorisch und sind in Fachkreisen bis heute gesucht und werden teilweise für hohe Geldbeträge ersteigert. Mit dem Ende der Produktion der Firma Hirtenberger müssen die meisten Schützen auf Produkte der Firma RWS zurückgreifen, die mittlerweile in der Präzision nichts nachsteht und die einzige Alternative darstellt. Auch die Produktion der Rundkugeln, welche früher in diversen Zwischenmaßen erhältlich waren, wurde stark eingeschränkt und auf nur wenige Größen und Hersteller eingedampft.

## Traditionelles Schießen
Abweichend hiervon haben einige Landesverbände eigene Disziplinen für Traditionszimmerstutzen. Hierbei sind die „modernen“ Systeme und Schäfte nicht zugelassen. Lediglich original historische Modelle. Auch spezielle Schießbekleidung ist nicht gestattet. Hingegen ist ein Hut und Tracht obligatorisch vorgeschrieben. Auch diese Disziplin verlangt ein hohes technisches Können und darf nicht unterschätzt werden in ihrer Komplexität.

## Rechtslage
Österreich
Zimmerstutzen sind in Österreich Waffen der Kategorie C, werden jedoch gem. § 45 Z 4 WaffG den minderwirksamen Waffen zugerechnet und sind daher nicht registrierungspflichtig. Auch die Verwahrung muss sicher gegen Benutzung Unbefugter gewährleistet sein. Zimmerstutzen und die für Zimmerstutzen gedachte Munition sind in Österreich ab 18 Jahren frei erhältlich.